# グレイテスト・ショーマン
『グレイテスト・ショーマン』（原題: The Greatest Showman）は、2017年のアメリカ合衆国のドラマミュージカル映画。マイケル・グレイシーの初監督作品。19世紀に活躍した興行師、P・T・バーナムの成功を描くミュージカル映画でP・T・バーナムをヒュー・ジャックマンが、パートナーのフィリップをザック・エフロンが演じる。音楽を手がけるのはベンジ・パセックとジャスティン・ポール。
タイトルはバーナムが上演した「地上最大のショウ」から取られた。

## ストーリー
小さいころから貧しくも夢想家のバーナムは、良家の令嬢チャリティと結婚。ニューヨークでつつましい暮らしを始めて娘たちも生まれるが、仕事が長続きせず、貿易会社に就職しても、会社の貿易船が沈没してしまい倒産、彼を含む全ての従業員が解雇される。しかしバーナムは沈没した船の登録証を持ち出し、それを担保に銀行から資金を借り、世界中のあらゆる奇妙なものを展示した「バーナム博物館」をオープンさせる。だが客足はかんばしくなかった。
そんなとき、彼は娘のある一言をきっかけにショービジネスの道へと進む。小人症の男、大男、髭の濃い女、全身刺青の男、結合双生児の兄弟など、世間から隠れるようにして生きていた様々な人を集め、いわゆるフリーク・ショー（見世物小屋）のサーカスを始めたのだ。彼らのショーは大盛況になるが、批評家には酷評され、市民の中には「街の恥さらし」と激しい抗議活動をする者も現れた。バーナム一家も裕福にはなったものの、上流社会からは単なる成り上がりの怪しいペテン師親子という扱いしかされなかった。
バーナムは劇作家のフィリップ・カーライルと出会い、彼をショーの演出家にスカウトする。バーナムの熱烈な勧誘を受けたフィリップは取り分10%で承諾する。劇場を訪れた彼は、有色人種の空中ブランコ芸人であるアンを見初めてしまう。
フィリップのコネにより、ショーの仲間を連れてヴィクトリア女王に拝謁することができたバーナムは、欧州随一のオペラ歌手とほまれ高いジェニー・リンドと出会う。彼女のアメリカ公演を成功させれば、遂に上流社会の仲間入りができ、娘たちも馬鹿にされなくなると考えたバーナムは、フィリップに劇場運営を任せ、自らはジェニーの公演に全てを注ごうと決めた。
ジェニーの歌声は素晴らしく、初演は大成功を収めて批評家にも絶賛される。バーナムの名声にも箔がついたが、そのせいでバーナムは劇場のキャスト達を疎んじるようになった。劇場以外に拠り所がない彼らは必死にショーを続けるが、バーナム不在の劇場は人気が落ちていく。
フィリップはアンをデートに誘うが、たまたま出会ったフィリップの両親はアンを侮辱し、彼女は逃げ去ってしまう。追いかけたフィリップは身分の差など関係ないと説得するが、アンは不可能だと彼を拒絶する。
一方、バーナムは多大な借金を重ねてジェニーの全米公演ツアーを敢行し、当初は大好評を博するが、その道中でジェニーから寄せられる好意以上の誘惑に良心の呵責を感じ、二人は決裂。途中でツアーは打ち切りになってしまう。ジェニーは最後の公演終了時に、バーナムに当てつけのように「お別れのキス」をし、新聞の一面をスキャンダルで飾る。
フィリップに任せていた劇場だったが、市内の反対派との争いから放火され全焼してしまう。フィリップはアンを救出しようとして燃える劇場に飛び込み、バーナムによって救出されたものの意識不明で病院に運ばれた。さらにジェニーのツアー中止による負債でバーナムの邸宅は差し押さえられてしまい、チャリティは自分勝手なバーナムに愛想を尽かし、娘たちを連れて実家に帰ってしまった。
全てを失ったバーナムが独りパブで酒を飲んでいたところ、サーカスの団員たちが現れ、彼にサーカスを再建するよう説得する。バーナムは、自分が何のために名声や成功を追い求めていたのかを思い出し、サーカスがいまや自分と団員たちにとって家族であり居場所となっていたことに気づかされたのだった。
重症のフィリップも、アンに見守られてようやく回復した。バーナムは去った妻を追いかけ、関係を修復する。サーカスの財政的困難も、フィリップが彼の貯金を使って再建することを提案、野外のテントサーカスとして新しく蘇った。再開したサーカスは大きな成功を収め、フィリップとアンは結ばれる。バーナムはフィリップにショーマンの座を譲り、妻に寄り添われながら、家族との時を慈しむのだった。

## キャスト
※括弧内は日本語吹替。

### バーナムと周りの人々
- P・T・バーナム - ヒュー・ジャックマン（山路和弘）/ エリス・ルビン（幼少期）(小平有希)
- フィリップ・カーライル - ザック・エフロン（木村昴）
- チャリティ・バーナム - ミシェル・ウィリアムズ（中村千絵）/スカイラー・ダン（幼少期）
- ジェニー・リンド - レベッカ・ファーガソン、ローレン・アレッド（歌部分[4]）（北西純子）
- キャロライン・バーナム - オースティン・ジョンソン（大久保瑠美）
- ヘレン・バーナム - キャメロン・シェリー（米本早希）
- フィロ・バーナム - ウィル・スウェンソン
- Mr.ウィンスロップ - ダミアン・ヤング
- ウィンスロップ夫人 - ティナ・ベンコ
- ジェームズ・ゴードン・ベネット（英語版） - ポール・スパークス（英語版）（斉藤次郎）
- ストラットン夫人 - リンダ・マリエ・ラーソン(天野真実)
- Mr.オマリー - エリック・アンダーソン（英語版）（菊池通武）

### バーナム・サーカスの団員達
- アン・ウィーラー - ゼンデイヤ（真壁かずみ）
- W・D・ウィーラー - ヤーヤ・アブドゥル＝マティーン2世（山本祥太）
- レティ・ルッツ（熊女、髭の生えた女性） - キアラ・セトル（日野由利加）
- 親指トム将軍（英語版）（小人症の男性） - サム・ハンフリー（英語版）[注 1]、ジェイムズ・バブソン（歌、台詞部分）（中村章吾）
- リーズ卿（太った男） - ダニエル・エバーリッジ（桜井敏治）
- フランク・レンティーニ（寄生性双生児、3本足の男[注 2]） - ジョナサン・レダヴィド
- コンスタンティン王子（入れ墨男） - シャノン・ホルツァプフェル（井川秀栄）（コンスタンティンは身体の極1部を除き、体の全てにタトゥーが掘られていた）
- チャン&エン・ブンカー兄弟（シャム双生児の由来になった結合双生児） - 小森悠冊（チャン）&ダニエル・ソン（エン）
- ウォルター（犬少年、獅子面男ライオネル、多毛症の男性） - ルチアーノ・アクニャJr.（古川裕隆）
- アルビノツインズ（白皮症の双子姉妹） - ミッシー・パトロナリー&シェオアイフェ・コールマン
- 顔や身体に痣を持つ男性（象の肌を持つ男、スタージーウェーバー症候群か血管腫と思われる男性） - ジェレミー・ハドソン
- ブロックヘッド（ピアス男） - テイラー・ジェームズ
- デビルボーイ（二本角の男[注 3]） - ヴィンセント=オリバー・ノワジュー
- ストロングマン（怪力男） - ティモシー・ハージェス（元はAngus Mòr MacAskillで巨人症でもあった男性）
- タトゥーレディ（タトゥーのある女性） - チェルシー・キャソ
- 白い服を着た白髪の男性（半陰陽でアルビノの男[注 4]） - キーサン・ブラジルフォード
- オリエンタルマン（東洋人の男） - アレックス・ウォン
- ゴールデンボーイ（金でメイクし金の装飾を付けている青年） - ジュリアス・ルビオ
- ヴードゥーツインズ（ブードゥー教の双子） - ディアンナ・ウォルターズ&ジェシカ・カストロ
- スネークダンサー（蛇を使い踊る女性） - ナジラ・ジラム
- エジプションレディ（エジプトの女性） - クリスティーナ・ギラー
- オー・クランシー（アイルランドの巨人[注 5]） - ラデュー・スピングヘル
- 人間大砲 - ケネス・チャン
- ジェフ・ハリス（ジャグラー） - ニック・ジャンツ
- ディン・ヤン（中国人のアクロバットと剣のスペシャリスト） - ナターシャ・リュー・ボルディッツォ

### バーナムに関係する人々
- Mr.ハレット - フレドリック・レーン（相沢まさき）
- ハレット夫人 - キャスリン・メイズル（有賀由樹子）
- ヴィクトリア女王 - ゲイル・ランキン（英語版）（きそひろこ）

## 製作
この映画の製作が始まったのは2009年からで、ヒュー・ジャックマンは、第81回アカデミー賞でのパフォーマンスに目をつけたローレンス・マークに、映画を作ろうと誘われたという。
監督のマイケル・グレイシーはCM監督で、ヒューとCMの仕事で知り合い、そこで映画の話を持ちかけられた。
2013年には、作曲家のベンジ・パセック＆ジャスティン・ポールが雇われた。
ザック・エフロンは2016年6月15日に映画に出演するための交渉を開始し、2016年7月にはミシェル・ウィリアムズの出演が決定した。

### 撮影
映画のリハーサルは2016年10月にニューヨークで始まり、主要撮影は2016年11月22日に始まった。

### ポストプロダクション
2017年12月には、ヒューと協力して、いくつかのプロジェクトに携わっていたジェームズ・マンゴールドが、映画のポストプロダクションでエグゼクティブプロデューサーとして務めたことが報告された。 インタビューでは、マイケル・グレイシー監督は「この映画には8人のプロデューサーがいて、そのうちの1人が映画製作者であることは驚くべきことでした」と述べている。

## 評価
本作は、観客からは評価されているが、批評家の評価は激しく分かれている。
Rotten Tomatoesでは、203個の批評家レビューのうち、55%が支持評価を下し、残り45%が否定的評価を下した。平均評価は10点中6点となった。
Metacriticでは、43個の批評家レビューに基づいて、平均点は100点中48点となった。
興行面では、公開後3日間で800万ドルだったものの、観客の口コミで公開2週目の週末は1,550万ドル、3週目の週末は1,380万ドルと再興した。

## サウンドトラック
全英アルバム・チャートでは、6週連続で1位を獲得し、日本では、2月26日付オリコン週間デジタルアルバムランキングで映画公開と合わせて初の1位を獲得。さらに3月12日付オリコン週間アルバムランキングでも首位を獲得した。2020年現在、全世界で累計830万枚以上の売上を記録している。

## 受賞
- 第75回 ゴールデングローブ賞 映画の部 主題歌賞…「THIS IS ME」
- 全米キャスティング協会　大ヒット作　コメディ賞…バーナード・テスリー、ティファニー・リトル・キャンフィールド、ロリ・バーグマン、パトリック・グッドウィン（審査中）
- クリティクス・チョイス・ムービー・アワード 歌曲賞…「THIS IS ME」（ノミネート）
- ゴールデングローブ賞 映画部門 作品賞（ミュージカル・コメディ）（ノミネート）
- ゴールデングローブ賞 映画部門 主演男優賞（ミュージカル・コメディ）…ヒュー・ジャックマン（ノミネート）
- ハートランド・フィルム・フェスティバル　事実に基づいた映画賞…マイケル・グレイシー

## 続編
ヒュー・ジャックマンと監督のマイケル・グレッシーが続編の準備を進めていると明言した。タイトルや公開時期等は未定。

## テレビ放映
| 回数 | 放送局     | 放送枠           | 放送日        | 放送時間    | 放送分数 | 吹替版     | 平均世帯 視聴率 | 備考                        | 出典   |
| ---- | ---------- | ---------------- | ------------- | ----------- | -------- | ---------- | --------------- | --------------------------- | ------ |
| 1    | 日本テレビ | 金曜ロードショー | 2025年3月28日 | 21:30-23:34 | 124分    | 劇場公開版 | 4.2%            | 地上波初放送 本編ノーカット | [ 17 ] |

- 当初21:00 - 23:04の予定であったが、プロ野球開幕戦「巨人×東京ヤクルト」中継の延長で30分繰り下げた。
- 地上波放送・関東地区のみ記載。
- 視聴率はビデオリサーチ調べ。関東地区でのデータ。